# Joaquín Valverde Durán
Joaquín Valverde Durán (27. února 1846 Badajoz, Extremadura, Španělsko – 17. března 1910 Madrid) byl španělský skladatel, dirigent a flétnista. Jako skladatel je známý zejména spoluprací s jinými skladateli při komponování zarzuel.

## Život
Narodil se 27. února 1846 v Badajozu, ve španělské provincii Extremadura, v blízkosti portugalských hranic. Studoval na madridské konzervatoři. Jeho učiteli byli Pedro Sarmiento (flétna), José Aranguren (harmonie) a Emilio Arrieta (skladba). Byl vynikajícím flétnistou. Od 13 let hrál v různých vojenských kapelách a divadelních orchestrech. První cenu ve hře na flétnu získal již v roce 1867 a cenu za kompozici v roce 1870. Napsal i dvě učebnice hry na flétnu.
V letech 1871–1889 působil jako dirigent divadelních orchestrů. Svou první symfonii Batylo zkomponoval roku 1871. Proslavil se však zerjména svou spoluprací na kompozici zarzuel se skladatelem Federicem Chuecou. Chueca poskytoval většinu melodií a Valverde jim dodával orchestrální lesk. Jejich spolupráce začala v roce 1877 zarzuelou Un maestro de obra prima, ale jejich mistrovským dílem se stala zarzuela La gran vía (premiéra v Madridu 2. června 1886), která se hrála ve Španělsku, Mexiku, Argentině, New Yorku, Vídni, Londýně a i v dalších evropský městech.
Kromě Chuecy spolupracoval i s dalšími skladateli. Byli to Manuel Fernández Caballero, Julián Romea, Ruperto Chapí, Arturo Saco del Valle, José Rogel, Tomás Bretón, Tomás López Torregrosa a José Serrano. Méně úspěšné již byly opery, které zkomponoval sám, jako např. La baraja francesa z roku 1890.
Joaquín Valverde Durán zemřel v Madridu v roce 1910. Jeho syn, "Quinito" Valverde (Joaquín Valverde Sanjuán, 1875–1918), se stal rovněž hudebním skladatelem.

## Dílo
Kromě celé řady zarzuel a komických oper, zkomponoval dvě symfonie a na 200 orchestrálních skladeb.
Zarzuely (výběr)
- Un maestro de obra prima (1877)
- Alos toros (libreto Ricardo de la Vega, 1877 Madrid)
- La canción de la Lola (libreto Ricardo de la Vega, 1880 Madrid)
- Luces y sombras (libreto Manuel Lastra, Andrés Ruesga a Enrique Prieto, 1882 Madrid)
- Fiesta nacional (libreto Tomás Luceño a Javier de Burgos, 1882 Madrid)
- De la noche a la mañana (libreto Manuel Lastra, Andrés Ruesga a Enrique Priet, 1883 Madrid)
- Vivitos y coleando (libreto Manuel Lastra, Andrés Ruesga a Enrique Prieto, 1884 Madrid)
- Medidas sanitarias (libreto Manuel Lastra, Andrés Ruesga a Enrique Prieto, 1884 Madrid)
- En la tierra como en el ciela (libreto Manuel Lastra, Andrés Ruesga a Enrique Prieto, 1885 Madrid)
- La Gran Vía (libreto Felipe Férez, 1886 Madrid)
- Cádiz (libreto Javier de Burgos, 1886 Madrid)
- De Madrid a París (libreto Eusebio Sierra a José Jackson Veyán, 1889 Madrid)